# Cyrilská jednota
Obecná jednota cyrilská (někdy též Ceciliánská jednota) byla společnost pro očistu chrámové hudby založená roku 1879 v Praze Ferdinandem Josefem Lehnerem. Zabývala se českou variantou ceciliánské reformy církevní hudby.

## Důvody reformy
Na začátku 19. století se prakticky setřel rozdíl mezi vokální hudbou chrámovou a italskou operou. To začalo vadit zastáncům čisté církevní hudby. Vznikla proto snaha o reformu církevní hudby, která by hudbě provozované v chrámech navrátila její duchovní poslání.
Výsledkem těchto snah byl vznik společnosti Allgemeiner Caecilienverein für Deutschland, Österreich und Schweiz, kterou roku 1868 založil v Bamberku hudební skladatel a kněz Franz Xaver Witt. Podle této společnosti dostala tato reforma název – ceciliánské hnutí, či ceciliánská reforma.
Z podobných pohnutek vznikla již v roce 1826 Jednota ku zvelebení kostelní hudby v Čechách. Výsledkem její činnosti bylo např. založení pražské varhanické školy v roce 1830. Jakýmsi patronem těchto snah se stal renesanční skladatel Giovanni Pierluigi da Palestrina (asi 1525–1594), který byl už v 16. století, během trvání Tridentského koncilu, pověřen provedením obdobné očisty církevních vokálních skladeb.

## Reforma v Čechách
29. září 1873 se den po provedení Palestrinovy mše Christus natus est konalo setkání českých zastánců ceciliánské reformy, kterou svolal Ferdinand Josef Lehner, kaplan kostela sv. Cyrila a Metoděje v Praze-Karlíně. Účastníci se dohodli založit po vzoru německé Allgemeiner Caecilienverein obdobnou společnost působící v českých zemích – Ceciliánskou jednotu. Nicméně rakouským úřadům se takový spolek zdál podezřelý a byl výnosem místodržitelství č. 20 811 z 29. prosince 1873 zakázán.
Lehner se nevzdal. V roce 1874 začal vlastním nákladem vydávat časopis Cecilie, který podporoval tyto snahy a o rok později založil Křesťanskou akademii se samostatným hudebním odborem. Té se již podařilo zlomit odpor úřadů a nové stanovy Jednoty byly nakonec v roce 1879 schváleny. Ústředním listem spolku se stal časopis Cecilie, který byl od 7. čísla ročníku 1879 přejmenován na časopis Cyril a Ceciliánská jednota na Jednotu cyrilskou. Hnutí se velice rychle šířilo. Na Moravě byla první Cyrilská jednota ustavena v Hodoníně v roce 1880. Nejvýznamnější moravské cyrilské jednoty působily u sv. Michala v Brně (Josef Martínek), v Olomouci, v Prostějově (Ezechiel Ambros, Karel Bezdíček) a ve Slavkově u Brna (František Franc). V roce 1898 bylo v českých zemích již 110 farních cyrilských jednot. Poslední cyrilské jednoty vznikaly ve čtyřicátých letech 20. století. V současnosti má na repertoáru skladby cyrilistů Zdeněk Hatina, ředitel kůru v Brně-Zábrdovicích.
Dirigent Antonín Apt založil v rámci Cyrilské jednoty pěvecké těleso, k němuž byl později připojen i orchestr. V letech 1887–1889 v něm hrál na violu i Antonín Dvořák. Koncerty se konaly převážně na Žofíně a na programu byla díla od renesance až po současnost. V rozporu s původními úmysly německých zakladatelů se v Praze hrály i světské skladby a dokonce i části oper.
Cyrilské jednoty měly velký význam pro zvýšení úrovně chrámové hudby i pro šíření hudebního vzdělání do nejmenších obcí. Na druhé straně svým úzkým pojetím často bránily umělecké volnosti.